# 休斯敦纪事报
《休斯敦纪事报》（英語：Houston Chronicle）是美国德克萨斯州发行量最大的日报。根据2008年3月的数据，该报在全美发行量第九大的报纸。随着其多年的竞争对手《休斯敦邮报》（Houston Post）的停刊，《纪事报》最近的主要对手在达拉斯-沃思堡（Dallas-Fort Worth Metroplex）。
《休斯敦纪事报》是赫斯特国际集团（Hearst Corporation）旗下发行量最大的日报，该集团是一个收入过40亿美元的传媒巨头。该报有雇员近2000人，其中约有300名记者、编辑以及摄影师。《纪事报》在华盛顿特区及德州的奧斯汀设有分部。其官方网站每月有逾7500万的页面访问量 。
2008年10月19日，该报支持参议员巴拉克·奥巴马竞选美国总统，这是自1964年之后，该报再次支持民主党候选人，而当年该报支持的是“德州之子”林登·约翰逊。

## 历史

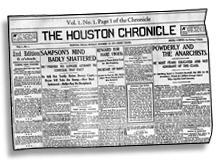

### 1901： 马塞勒斯·E·弗罗斯特（Marcellus E. Foster）
《休斯敦纪事报》于1901年由《休斯敦邮报》（现已停刊）前记者马塞勒斯·E·弗罗斯特（Marcellus E. Foster）创办。弗罗斯特曾为《邮报》报道过纺锤顶（Spindletop，又译为斯平德尔托普，为德州东部油田）石油业的兴盛，后来在那里投资并获得30美元的回报，这笔钱在当时相当于一周的薪水。弗罗斯特用这笔钱创办了《纪事报》。
《纪事报》首发于1901年10月14日，每份售价2美分，低于当时其他报纸5美分的售价。该报发行首月末，该报发行量已达4378份，大约是当时休斯敦人口的十分之一。在发行的首年，该报收购了《每日先驱报》（Daily Herald），并对其进行改进。

### “好伙伴”（Goodfellows）
1911年，编辑乔治·凯珀（George Kepple）开创了“好伙伴”运动。在1911年的圣诞前夜，凯珀在《纪事报》的记者中募捐，为一位擦鞋男孩购买玩具。
“好伙伴”运动延续至今，资金主要来自报纸和读者的捐助。该活动已经发展为一个全市范围的慈善项目，旨在为过寒假的2至10岁需要帮助的儿童提供玩具。2003年，“好伙伴”运动共为大休斯敦地区逾10万儿童捐献了近25万件玩具。

### 1926：杰西·H·琼斯（Jesse H. Jones）
1926年，杰西·H·琼斯（Jesse H. Jones）成为该报的持有者。
1968年，《纪事报》创下了德州报纸发行量记录。

### 1987：赫斯特国际集团
1987年5月1日，赫斯特国际集团以4.15亿美元的价格购得《休斯敦纪事报》。
1994年，该报开始只发行晨报。此年，竞争对手《休斯敦邮报》停刊，《纪事报》成为休斯敦地区唯一的主流日报。

## 版面
《休斯敦纪事报》分为如下几个版面：
- 头版（A）
- 市、州消息（B）
- 体育（C）
- 商业 （D）
- 明星 （E）
- 分类消息 （F）

在部分日子里，会有“本地”版（Z））提供给休斯敦不同地区的住户。

## 奖项
- 2000年， 休斯敦安德森癌症中心（M. D. Anderson Cancer Center）授予《纪事报》“约瑟夫·T·恩斯霍斯社区志愿奖”（Joseph T. Ainsworth Volunteer Community Award），以表彰其为医疗中心及其患者提供价格低廉的报纸。 [5]
- 2002年，霍洛考斯特博物馆（Holocaust Museum Houston）授予《纪事报》“人类精神护卫”（Guardian of the Human spirit）奖。 [6]

### 普利策奖
在2015年前，《休斯敦纪事报》是美国十大报纸中唯一没有获得新闻类普利策奖的。2015年该报获得普利策评论奖。

### 官方网站
- 《休斯敦纪事报》官网* （页面存档备份，存于）